# Kenji Kageyama
Kenji Kageyama (japanisch 景山 健司 Kageyama Kenji; * 2. April 1980 in der Präfektur Nagano) ist ein japanischer Fußballspieler.

## Karriere
Kageyama erlernte das Fußballspielen in der Universitätsmannschaft der Kokushikan-Universität. Seinen ersten Vertrag unterschrieb er 2003 bei YKK (heute: Kataller Toyama). Der Verein spielte in der dritthöchsten Liga des Landes, der Japan Football League. Am Ende der Saison 2008 stieg der Verein in die J2 League auf. Ende 2009 beendete er seine Karriere als Fußballspieler.